# Jaime Brasílio de Araújo
Jaime Brasílio de Araújo (Rio de Janeiro, 1906) foi ministro interino dos Transportes, em março, agosto e setembro de 1966. 